# منطقة رتول (داغستان)
منطقة رتول هي واحدة من المناطق الإدارية في جمهورية داغستان في روسيا الاتحادية. تقع في جنوب داغستان وتحدها كلا من منطقة كولي و منطقة لاك و منطقة تشارادا و منطقة تلاراتا و منطقة أختي و منطقة قراح و منطقة أغول  الداغستانية ودولة آذربيجان.
تبلغ مساحتها /2188/كم ²